# Bronisław Malinowski
Bronisław Kasper Malinowski (Krakov, 7. travnja 1884. – New Haven, Connecticut, 16. svibnja 1942.), bio je britanski antropolog i etnolog poljskoga podrijetla. Poznat po tome što je u antropologiju uveo pravila za terenska istraživanja i funkcionalistički pristup u antropologiji.

## Životopis
Malinowski se rodio u Krakovu 7. travnja 1884. godine, gdje je doktorirao filozofiju. Otac mu je bio sveučilišni profesor, a majka kći veleposjednika. Čitajući jednu knjigu iz polja antropologije, odlučuje se za studij antropologije te odlazi na sveučilište u Leipzigu. Iz Poljske odlazi 1910. godine u London gdje studira na Londonskoj školi ekonomije. Godine 1914. odlazi na Papuu Novu Gvineju gdje na Trobrijandskom otočju radi svoju najpoznatiju studiju koju će objaviti u knjizi Argonauti zapadnog Pacifika 1922. godine. Ubrzo postaje predavač na sveučilištima u Londonu, Yaleu i Cornellu. Britansko državljanstvo dobiva 1931. godine, a neposredno prije početka Drugoga svjetskoga rata emigrira u SAD, gdje i umire 16. svibnja 1942. godine u New Hevenu.:170-174

## Znanstveni rad
U uvodu knjige Argronauti zapadnoga pacifika Malinowski uvodi novinu u pristupu antropološkog istraživanja. Po njemu antropološko istraživanje bi se trebalo temeljiti na terenskom radu:1-23:
- istraživač se treba pripremiti kada dolazi na nepoznati teren (unaprijed proučiti osnove ponašanja domorodačkih kultura) kroz već poznatu literaturu
- istraživač treba skupiti etnografske iskaze, pripovijesti, folklor i sl. koje piše kao Corpus inscriptionum tj. kao dokument o urođeničkom mentalitetu
- istraživač treba voditi antropološki dnevnik pomoću kojeg kasnije može napisati svakodnevni život i tipove ponašanja te kulture
- bitno je napraviti prekid sa svojom kulturom kako bi se lakše mogao prihvatiti život u domorodačkoj kulturi
- istraživač treba koristiti tzv. Metodu konkretne statističke dokumentacije, koja uključuje prikupljanje podataka i svrstavanja ih u pojedine tablice, grafove, karte i sl.

Posebnost koju je Malinowski uočio, provodivši istraživanje na Trobrijandskom otočju, je pojava koju ondašnji domoroci nazivaju Kula prstena. Svaki otok radi poseban nakit te muškarci jednom godišnje nose taj nakit s jednog otoka na drugi. Malinowski je uočio da taj nakit nikad ne ostaje na jednom otoku te taj pokret nakita označava njihovu pripadnost predmetu:190-192.
Općenito se može reći kako je njegova teorija suprotstavnjena shvaćanjima strukturalistima (É. Durkheim) jer povezuje poznavanje teorija i terenskoga rada te da se shvaćanje antropologije zasniva na apstraktnom shvaćanju društva. Malinowski uvodi funkcionalistički pristup razumijevanju kulture. On smatra kako kultura postoji kako bi zadovoljila osnovne biološke, psihološke i društvene potrebe pojedinca. Svaka kultura nema jednostavne funkcije te da svaka kultura za neko svoje ponašanje ima razna objašnjenja i funkcionalnost. Na taj način kultura postaje beskrajno složena mreža ponašanja sukladno složenim potrebama pojedinca. Kultura je utilaristička, prilagodnjiva i funkcionalno integrirana, a tumačenje kulture uključuje razlučivanje funkcija.:175-178

## Popis djela
- Argonuti zapadnog Pacifika (1922.)
- Mit u primitivnoj psihologiji (1926.)
- Spolnost i represija u divljaka (1927.)
- Osnove vjere i morala (1936.)
- Znanstvena teorija kulture (1944.)

Izvor: Hrvatska enciklopedija.